# Ichthyophis lakimi
Espèce
Ichthyophis lakimi est une espèce de gymnophiones de la famille des Ichthyophiidae.

## Répartition
Cette espèce est endémique du Sabah en Malaisie. Elle se rencontre vers 960 m d'altitude sur le mont Kinabalu.

## Publication originale
- Nishikawa, Matsui & Yambun, 2012 : A new unstriped Ichthyophis (Amphibia: Gymnophiona: Ichthyophiidae) from Mt. Kinabalu, Sabah, Malaysia. Current Herpetology, vol. 31, p. 67-77.